# Argentijnse economische crisis

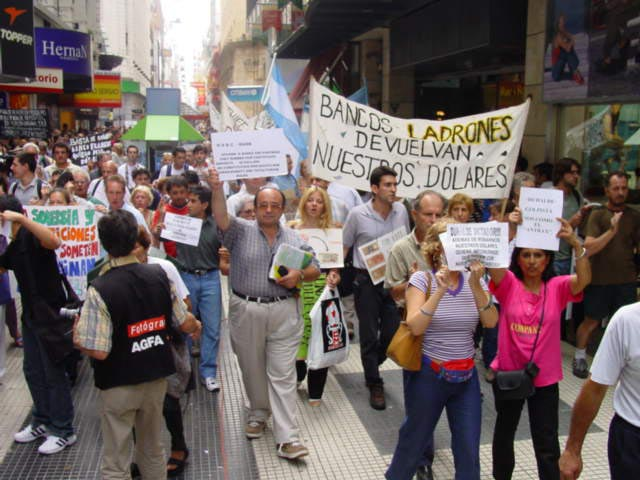
Protest tegen de banken en de Corralito (de economische maatregelen die in Argentinië genomen werden), eerste kwartaal van 2002.

De Argentijnse economische crisis trof Argentinië tussen 1999 en 2002. Deze jaren worden meestal genoemd omdat in dat land in 1999 het bruto nationaal product (BNP) begon te dalen en in 2002 weer begon te stijgen.

## Aanloop
Argentinië was begin twintigste eeuw een van de tien rijkste landen ter wereld, maar gleed gedurende de eeuw af naar een middenpositie. Het omslagpunt in deze verandering is omstreden en wordt afwisselend gezocht in het succesvolle, maar uiterst dure beleid van industrialisering onder de populistische president Juan Perón (tot 1974) of in eerdere oorzaken.
In ieder geval begon midden jaren 70 de economische groei te stagneren, waar deze eerder nog gelijke tred had gehouden met andere westerse landen. Deze omslag past in het algemene beeld van de jaren 70 als een herstructurering van de wereldeconomie: net als andere landen in Latijns-Amerika en de derde wereld kreeg Argentinië toegang tot goedkoop buitenlands kapitaal (zie Volckerschok), waar het eerder nog vooral geldschepping en devaluatie gebruikte om de staatsschuld kwijt te raken. Met de nieuwe leningen in dollars was dat niet langer mogelijk.
Presidente Isabel Perón en haar nieuwe minister van economische zaken, Celestino Rodrigo, lanceerden een programma van schoktherapie om de Argentijnse economie weer stabiel te krijgen, maar bereikten het tegenovergestelde resultaat. Van 1975 tot 1990, onder Perón, de militaire dictatuur van Videla en het presidentschap van Raúl Alfonsín, kende het land een hyperinflatie van gemiddeld 300% per jaar (nog 27% in de jaren 60).

### De schuldencrisis
De nieuwe democratische regering onder leiding van Raúl Alfonsín wilde in 1983 de economie herstellen. De Latijns-Amerikaanse schuldencrisis van 1982 trof het land harder dan het andere landen in de regio trof, zodat het BNP in 1990 een kwart lager was dan in 1980.
Omdat het voortaan onmogelijk was voor de Argentijnse overheid om bij te lenen op de internationale kapitaalmarkten, werd er onder andere een nieuwe munt geïntroduceerd, de austral. Door het grootschalig bijdrukken van geld werd het vertrouwen in de Austral ondermijnd. Het gevolg was een nog grotere inflatie, die in het jaar 1989 vijfduizend procent besloeg.

### Neoliberale politiek
In datzelfde jaar trad ook de nieuwe president Carlos Saúl Menem aan. Hij begon – gestimuleerd door de Verenigde Staten – een neoliberale economische politiek te voeren. Staatsbedrijven werden geprivatiseerd en handelsbarrières verdwenen. Aan het begin van 1991 was de Argentijnse economie stabiel; dit ging echter ten koste van de reële lonen. Ook herstelde het vertrouwen in de austral. De Centrale Bank van Argentinië voerde een politiek waarbij de koers van de peso ten opzichte van de dollar stabiel bleef, waarbij één Argentijnse peso één Amerikaanse dollar waard was.
Argentinië had echter nog steeds te maken met een hoge staatsschuld en om die te betalen moest er steeds meer geld geleend worden. Door de stabiele – lage – dollarkoers was het aantrekkelijk om te importeren en om die manier verdween er veel kapitaal naar het buitenland. Dit was merkbaar in de industriële sector van Argentinië, waardoor langzaam steeds meer ontslagen vielen. In de tussentijd gingen de uitgaven van de overheid niet omlaag, en was er sprake van veel corruptie en belastingontduiking.
Toen in 1994 de tequilacrisis uitbrak, was het met Argentiniës herstel gedaan en klom de werkloosheid opnieuw tot 18%. Na opnieuw een kortstondig herstel trof de Aziëcrisis van 1997 buurland Brazilië, dat de real devalueerde, hetgeen de export naar Brazilië veel duurder maakte. De vaste wisselkoers met de dollar maakte het onmogelijk om ook de peso te devalueren, terwijl de staatsschuld opnieuw opklom; die verdubbelde tussen 1995 en 2000. Ook was de dollar zelf in koers gedaald waardoor het ook voor Europese landen duurder werd om producten uit Argentinië te importeren.

## Economische crisis

### Krimpcijfer
De in 1999 nieuw gekozen president Fernando de la Rúa kreeg in zijn eerste jaar te maken met een economisch krimpcijfer van vier procent, maar greep niet in. Hij vervolgde de economische politiek van zijn voorgangers. Een mogelijke oplossing, devaluatie van de peso, werd gezien als politieke zelfmoord en een recept voor economische instabiliteit.

### Kapitaalvlucht uit de peso
Toen de staat eenmaal de staatsobligaties niet meer afloste en dus feitelijk failliet was, verdween alle vertrouwen in de peso. De internationale beleggers en crediteuren leenden geen geld en haalden zo veel mogelijk geld uit Argentinië weg. Veel Argentijnen begonnen in 2001 hun geld van de bank af te halen en het om te wisselen in dollars. De overheid greep in door alle banktegoeden voor twaalf maanden te bevriezen. Het was slechts mogelijk om kleine bedragen op te nemen. Deze beperking op het opnemen van banktegoeden werd in de volksmond ook wel 'Corralito' genoemd. Spaarders konden slechts 250 peso's (=250 dollar) per week opnemen. De middenklasse werd totaal ontwricht. Ze zagen machteloos toe hoe hun spaartegoed langzaam verdampte. Veel mensen uit de middenklasse moesten noodgedwongen een totaal nieuw leven opbouwen. De armen waren al gewend met weinig geld te leven en zelfredzaam te zijn. De meeste superrijken ontvluchtten hun land.

### Demonstraties
Hierdoor werd de Argentijnse bevolking wakker geschud en ging de straat op in Buenos Aires en andere grote steden. Een nieuwe vorm van protest werd geïntroduceerd, door te slaan op potten en pannen werd zo veel mogelijk lawaai gemaakt. In het begin waren de demonstraties nog vreedzaam, maar al snel werd begonnen met het beschadigen en vernietigen van de gebouwen en bezittingen van buitenlandse bedrijven, met name de grote Amerikaanse en Europese investeerders.

### Politieke wisselingen
Bij een demonstratie eind 2001 was er een botsing tussen demonstranten en de politie waarbij negen mensen gedood en 138 gewond zijn geraakt. President Fernando de la Rua kondigde de staat van beleg af, maar dit verergerde de situatie alleen maar. Hij moest met een helikopter vluchten omdat demonstranten het op hem hadden gemunt. Naar aanleiding van de rellen was De la Rúa gedwongen af te treden. Het hoofd van de Senaat Ramon Puerta was de volgende in lijn om president te worden. Hij werd dus benoemd, maar was slechts twee dagen in functie. Daarna werd hij opgevolgd door Eduardo Camaño, hoofd van het Argentijnse Senaat. Hij bleef echter ook maar een week in functie omdat het Congres Adolfo Rodríguez Saá benoemde.

### Introducties Argentino
Het economische team van Saá kwam met het voorstel van een derde munt naast de peso en de dollar. Deze munt heette de Argentino en was niet inwisselbaar voor andere valuta. Deze munt zou alleen als cash geld circuleren. De hoop was dat daardoor het vertrouwen in de munt zou toenemen. Critici noemden het een ‘gecontroleerde deflatie’. Hij verklaarde verder in het komende jaar geen schulden af te lossen om geld vrij te maken voor nieuwe banen in het land. Argentinië had op dat moment een staatsschuld van 93 miljard dollar. Er was echter te weinig vertrouwen in zijn plannen en daarom trad ook Saá na een paar dagen alweer af. In elf dagen tijd had Argentinië hierdoor drie presidenten gehad.

### Loskoppeling peso van dollar
Nu koos de wetgevende macht voor Eduardo Duhalde, een zittend senator, als nieuwe president. In januari 2002, na een fel debat, ontkoppelde Duhalde na elf jaar de peso van de dollar. Tegelijk werden alle dollartegoeden en -contracten verplicht omgezet naar de peso, wat een enorme juridische chaos veroorzaakte. De banktegoeden waren ondertussen al zeer beperkt opneembaar (de 'Corralito') om kapitaalvlucht onmogelijk te maken. In de eerste dagen verloor de peso fors aan waarde. Dit zorgde vervolgens weer voor een forse inflatie in Argentinië zelf die opliep tot tachtig procent. Dit leidde ook weer tot een toegenomen werkloosheid. Ook zorgde het voor forse verlaging van de levensstandaard van de gemiddelde Argentijn, omdat de lonen niet mee stegen met de inflatie.

### Gevolgen
De maatregelen hadden verregaande gevolgen voor veel bedrijven. Aerolíneas Argentinas kon enkele dagen lang geen internationale vluchten meer doen en ging bijna failliet. Ook veel particulieren zagen de waarde van hun geld fors afnemen. Dit kwam doordat geld dat op rekeningen – die ook al een jaar bevroren waren - stond geboekt als dollars, werd omgezet naar peso. Daardoor werd het geld minder dan de helft waard van wat het voorheen was. De internationale verplichtingen in dollars voor de bedrijven bleven echter bestaan en veel bedrijven zijn hierdoor noodgedwongen failliet gegaan om van deze internationale verplichtingen af te komen.
Tussen de dertig- en veertigduizend Argentijnen kwamen letterlijk op straat te leven. De werkloosheid bedroeg op haar hoogtepunt bijna 25 procent.
Ook verschillende landbouwproducten werden geweigerd op de internationale markt vanwege de slechte kwaliteit. Het toerisme nam wel in omvang toe, omdat Argentinië door de lage prijzen een aantrekkelijk land was om op vakantie te gaan.

## Stabilisatie, herstel en opnieuw staatsschuldcrisis

### Toegenomen import
Rond 2003 stabiliseerde de economie echter en kwam er een einde aan de vrije val. Argentinië was door de lage prijzen een aantrekkelijk land geworden voor buitenlandse investeerders. Zo zorgde de verkoop van soja voor een belangrijke injectie van buitenlandse valuta in de Argentijnse economie. Ook pakte de Argentijnse overheid het belastingsysteem aan, waardoor er meer geld binnenkwam. De kosten voor de sociale zekerheid stegen wel, maar dit kon, omdat de overheidsuitgaven op andere terreinen werden gedrukt. Duhalde schreef nieuwe verkiezingen uit en Néstor Kirchner werd tot president gekozen.

### Economisch herstel
De export nam zulke grote vormen aan dat de koers van de peso ook weer dreigde te gaan stijgen. Dat zou het belastingsysteem, dat voor een groot deel gebaseerd was op belastingen op importproducten, ruïneren. Met het teveel aan peso's werden daarom met name Amerikaanse dollars gekocht. Het BNP is tot 2007 iedere keer met minstens acht procent gestegen en de werkloosheid gedaald naar acht procent in 2006. Het verschil tussen de armsten en rijksten van de maatschappij is wel toegenomen.

### Herstructurering schulden
Vanaf december 2001 loste de Argentijnse staat niets meer af op de schulden. Na enige jaren van impasse kwam een voorstel van de regering Kirchner, hij gaf de 500.000 houders van de schulden de mogelijkheid deze in te ruilen voor nieuwe schulden maar dan voor slechts 35% van de nominale waarde; een oude schuld van 100 werd zo omgezet in een nieuwe schuld van 35. De beleggers hadden tot 25 februari 2005 de tijd om op het aanbod in te gaan. Op 1 maart verklaarde Kirchner dat de schuldsanering een succes was en dat ongeveer 75% van de oude schulden waren omgezet. Een kwart accepteerde het aanbod niet waaronder ook hedgefondsen zoals Elliott Associates. Zij klaagden de Argentijnse staat aan voor een Amerikaanse rechtbank, een zaak die vele jaren zou gaan duren.

## Rol Internationaal Monetair Fonds
Het Internationaal Monetair Fonds (IMF) heeft veel kritiek ontvangen vanwege zijn rol in de crisis. Zo zou het niet kritisch genoeg zijn geweest bij de voorstellen van de Argentijnse overheid. Deze kritiek kwam van vooral buitenlandse investeerders. Argentijnen zelf zagen het IMF echter ook als de verpersoonlijking van het kwaad. Zij legden de schuld van de crisis bij het IMF. Dit omdat het IMF sterk toezag op het punt dat Argentinië wel haar buitenlandse schuld zou afbetalen. President Kirchner protesteerde ook tegen het strenge beleid, maar op aandrang van het IMF, de Wereldbank, de Europese Unie en G7 loste Argentinië begin 2006 toch de hele schuld van $9,6 miljard af aan het IMF.

## De cijfers (1998-2005)
Hieronder staan de belangrijkste economische cijfers van het land vermeld over de periode 1998 tot en met 2005. Het jaar 2002 was duidelijk het slechtste jaar met zeer hoge inflatie en een werkloosheid die boven de 20% uitkwam. De aanzienlijke devaluatie van de peso leidde tot een sterke stijging van de staatsschuld, die veelal in Amerikaanse dollars luidde, maar zorgde ook voor een verbetering van de internationale concurrentiepositie van het land. Het tekort op de lopende rekening sloeg om in een aanzienlijk overschot waardoor kapitaal het land binnenstroomde.
| Jaar | BNP (in miljarden peso) | BNP (in miljarden USD) | Reële economische groei (% mut JoJ) | Inflatie (% mut JoJ) | Saldo lopende rekeningen (in % BNP) | Saldo overheid- begroting (in % BNP) | Staatsschuld (in % BNP) | Werkloosheid (in % beroeps- bevolking) |
| ---- | ----------------------- | ---------------------- | ----------------------------------- | -------------------- | ----------------------------------- | ------------------------------------ | ----------------------- | -------------------------------------- |
| 1998 | 358,1                   | 358,1                  | 3,9%                                | 0,9%                 | -4,0%                               | -1,7%                                | 31,9%                   | 14,8%                                  |
| 1999 | 339,8                   | 339,8                  | -3,4%                               | -1,2%                | -3,5%                               | -3,5%                                | 36,3%                   | 16,1%                                  |
| 2000 | 340,7                   | 340,7                  | -0,8%                               | -0,9%                | -2,6%                               | -3,0%                                | 38,1%                   | 17,1%                                  |
| 2001 | 322,2                   | 322,2                  | -4,4%                               | -1,1%                | -1,2%                               | -4,9%                                | 44,8%                   | 19,2%                                  |
| 2002 | 373,2                   | 116,7                  | -10,9%                              | 25,9%                | 7,5%                                | -1,2%                                | 137,7%                  | 22,5%                                  |
| 2003 | 450,0                   | 152,8                  | 8,8%                                | 13,4%                | 5,3%                                | 1,2%                                 | 116,4%                  | 17,3%                                  |
| 2004 | 535,8                   | 181,9                  | 9,0%                                | 4,4%                 | 1,4%                                | 3,4%                                 | 106,0%                  | 13,6%                                  |
| 2005 | 647,3                   | 220,9                  | 9,2%                                | 9,6%                 | 2,0%                                | 2,0%                                 | 71,2%                   | 11,6%                                  |

## Nasleep
In 2005 werd met 90% van de schuldeisers een schuldsaneringsakkoord gesloten waarbij 65% van de schuld afgeschreven zou worden. Een paar Amerikaanse venture-fondsen hebben echter de oude schulden tegen zeer lage prijzen opgekocht en eisten bij de Amerikaanse rechtbanken de volledige terugbetaling met rente op. Argentinië betaalde wel rente en loste schulden af van de beleggers die de herstructurering van 2001 hadden geaccepteerd, maar niet aan degene die hiervan hadden afgezien. De Amerikaanse rechter Thomas Griesa oordeelde dat alle schuldeisers, of ze nu wel of niet de herstructurering hadden geaccepteerd, gelijk behandeld moeten worden (pari passu).
Argentinië zei hiervoor het geld niet te hebben en bovendien wilde de regering van Cristina Fernández de Kirchner de "aasgieren" niet belonen voor hun obstructie. Door het niet terugbetalen van de schulden dreigde een technisch faillissement. Door het verstrijken van de termijn die de rechter had gesteld ging Argentinië voor de tweede keer in 13 jaar failliet en verloor het alle toegang tot de Amerikaanse financiële dollarmarkten. De Amerikaanse banken mogen niet meewerken aan welke constructie dan ook om de andere schuldeiser via andere manieren terug te betalen (niet in dollars) of het omzetten van de schuldpapieren.
Door economisch en financieel wanbeleid van de regering van Kirchner, van december 2007 tot december 2015, stapelden de financiële problemen en schulden zich ondertussen opnieuw op:
- Nationalisatie van de pensioenfondsen om toegang te krijgen tot dit pensioenvermogen
- Renationalisatie van Yacimientos Petrolíferos Fiscales (YPF). De Spaanse oliemaatschappij Repsol kreeg aanvankelijk geen compensatie aangeboden. RepsolYPF was gedwongen olie en aardgas tegen lage prijzen te verkopen waardoor het niet renderend was om olie en gas op te pompen op nieuwe reserves te zoeken.
- Een exportverbod van agrarische producten om de binnenlandse voedselprijzen laag te houden. Dit ging ten koste van de exportopbrengsten en de landbouwsector.
- Verbod van de publicatie van de inflatiecijfers om de hoge prijsstijgingen te verdoezelen. (ongeveer 20% per jaar)

Met de komst van de nieuwe president Mauricio Macri heeft Argentinië eind februari 2016 een akkoord kunnen bereiken met de Amerikaanse venture-fondsen. Het parlement had de afspraak al goedgekeurd en eind maart stemde ook de Argentijnse senaat in met de schuldendeal. Van de zeventig senatoren stemden er 54 voor. Het land gaat nu een miljardenschuld afbetalen en met het akkoord komt er een eind aan een juridisch gevecht van meer dan vijftien jaar. Argentinië heeft hiermee ook weer toegang tot de internationale kapitaalmarkten verkregen.